# Caladenia arenicola
Caladenia arenicola là một loài thực vật có hoa trong họ Lan. Loài này được Hopper & A.P.Br. mô tả khoa học đầu tiên năm 2001.

## Hình ảnh

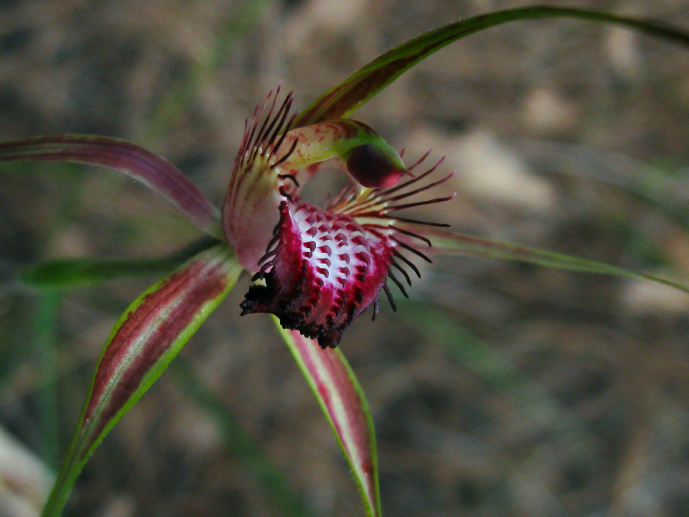
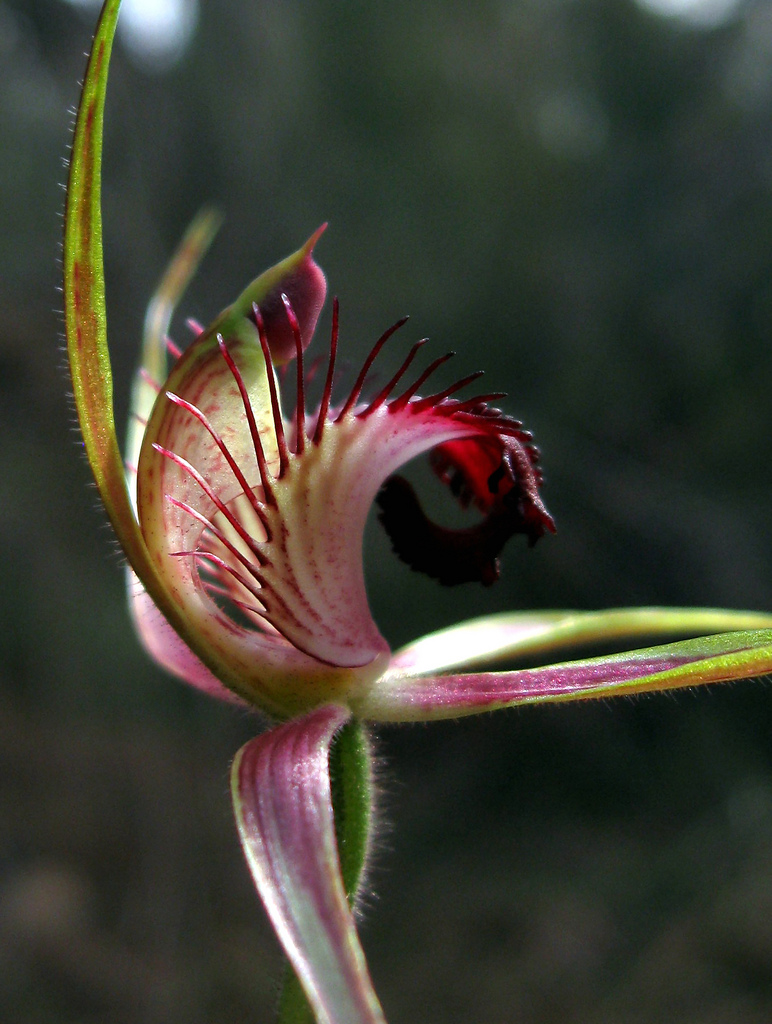
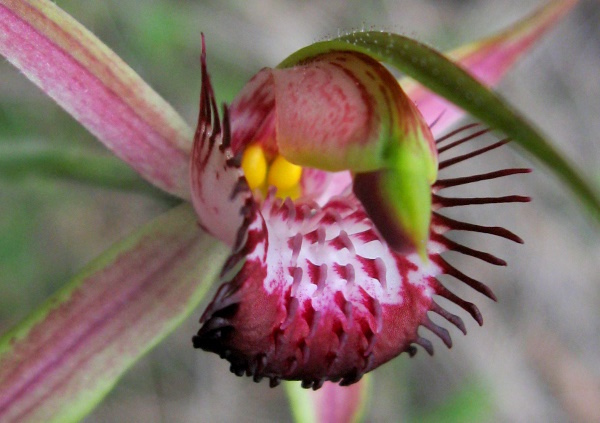
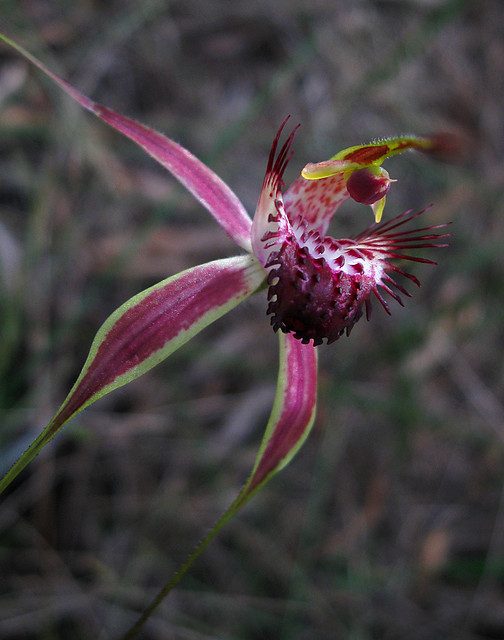